# 秦

秦

全国統一時の秦の版図（紀元前210年）

秦（しん、拼音: Qín、紀元前905年 - 紀元前206年）は、中国の王朝である。周代・春秋時代・戦国時代にわたって存在し、紀元前221年に史上初めて中国全土を統一、紀元前206年に滅亡した。統一から滅亡までの期間を秦朝、秦代と呼ぶ。紀元前221年に中国史上初めて天下統一を果たした王の姓は嬴（）、氏は趙。統一時の首都は咸陽。

## 歴史

### 周代
紀元前905年に、周の孝王に仕えていた非子が馬の生産を行い、功績を挙げたので嬴の姓を賜り、大夫となり、秦の地に領地を貰ったのが秦邑（現在の甘粛省張家川回族自治県）であったという。
伝説上では嬴姓は舜の臣の伯益が賜ったとされている。それ以前の趙氏は魯に居住していたとされる。
周朝の属国として、その後秦人と西戎は長くて残酷な戦いをした。紀元前822年に荘公の代で、西戎を破った功により領土が広がり、西垂（現在の陝西省眉県）の大夫になった。

### 春秋・戦国時代

#### 春秋時代

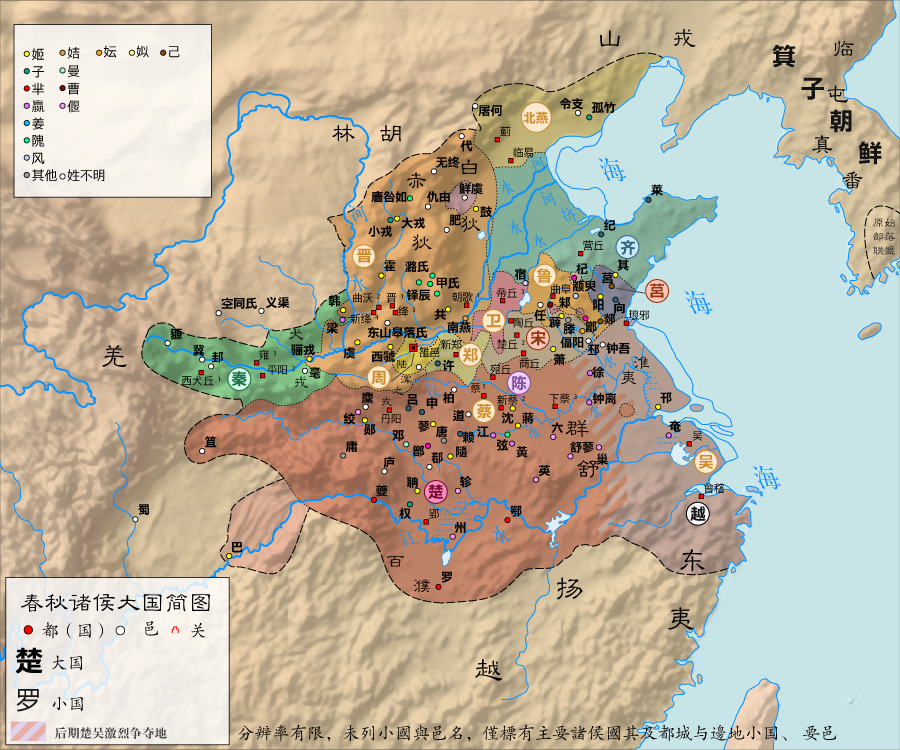
春秋時代の諸国

##### 襄公の受封
紀元前770年、周の幽王が申侯の反乱に遭い、侵攻した犬戎に鎬京が荒され、幽王と褒姒、太子の伯服が殺された。この時、襄公は兵を率いて周を救うために戦った。申侯により平王が擁立されて洛邑に東遷した際も、周の洛邑東徙で周の平王を護衛したため、平王から諸侯に封じられ、岐山以西の地を賜り、伯爵となった。これ以降諸侯の列に加わる。紀元前762年に秦が最初に興った場所は犬丘（現在の甘粛省礼県）であったらしく、秦の祖の陵墓と目されるものがこの地で見つかっている。

##### 早期の歴史
春秋時代に入ると同時に諸侯になった秦だが、中原諸国からは野蛮であると蔑まれていた。代々の秦侯は主に西戎と抗争しながら領土を広げつつ、法律の整備などを行って国を形作っていった。前762年、2代君主の文公は汧水・渭水の合流地点（秦）に行き、「昔、周の孝王が我が祖先の秦嬴をこの地に封じられたため、のちに諸侯になることができた」と言って吉凶を卜したところ、吉とあったので、邑をここに営んだ。紀元前714年には平陽へ遷都。紀元前677年には首都を雍（現在の陝西省宝鶏市鳳翔区の南東）に置いた。

##### 覇者
穆公は百里奚などの他国出身者を積極的に登用し、巧みな人使いと信義を守る姿勢で西戎を大きく討って西戎の覇者となり、周辺の小国を合併して領土を広げ、隣の大国晋にも匹敵する国力をつけた。晋が驪姫による驪姫の乱で混乱すると、秦は恵公を後援し擁立した。恵公は背信を繰り返したので、これを韓原の地で撃破した（韓原の戦い）。更に恵公が死んだ後に恵公の兄の公子重耳を晋に入れて即位させた。この重耳が晋の名君の文公となり、その治世時には晋にやや押され気味になった（殽の戦い、彭衙の戦い）。紀元前628年の文公死後、再び晋を撃破して領土を奪い取った。これらの業績により、穆公は春秋五覇の一人に数えられる。紀元前621年、穆公が死んだ時に177名の家臣たちが殉死し、名君と人材を一度に失った秦は勢いを失い、領土は縮小した。

#### 戦国時代

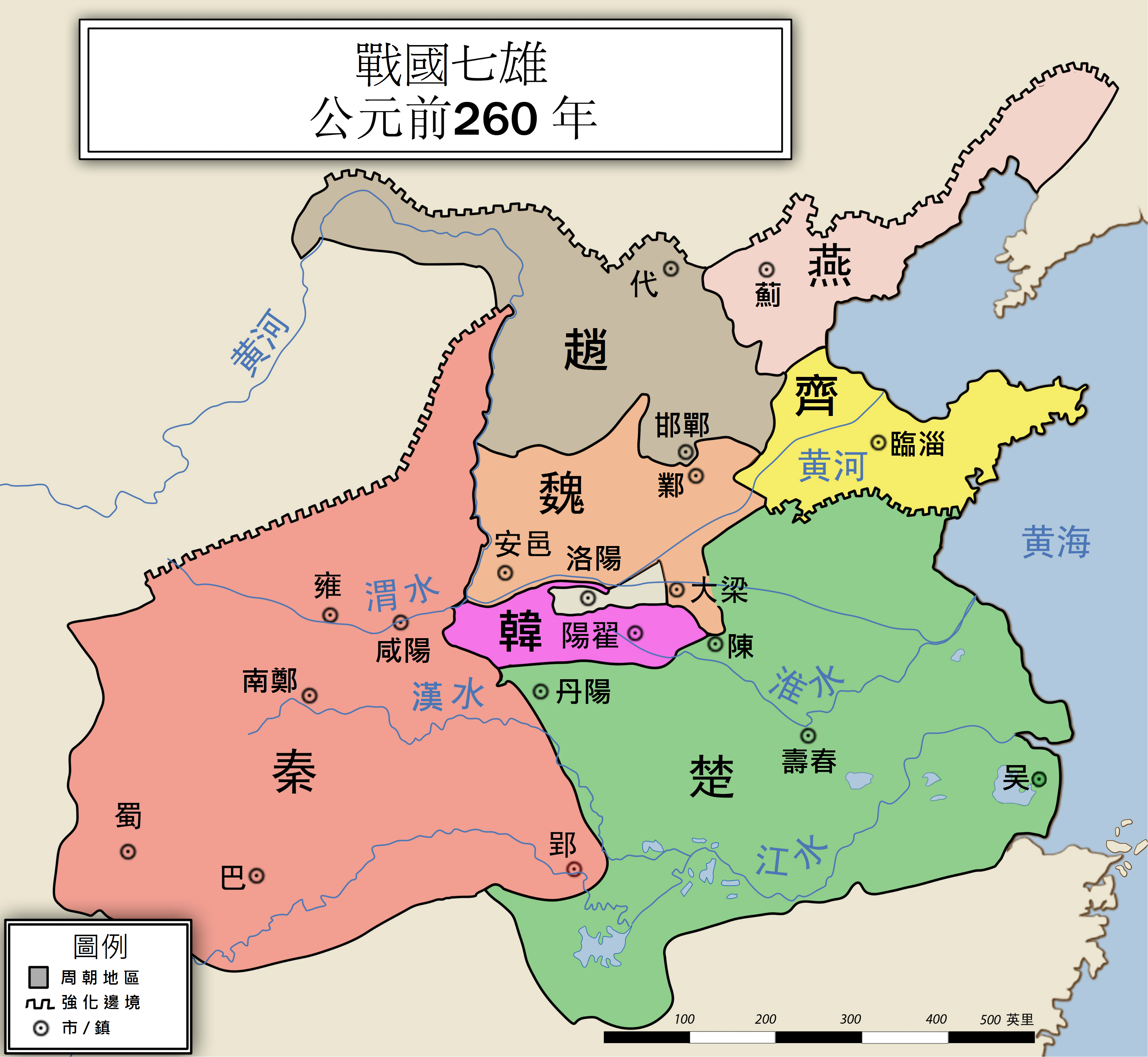
紀元前260年の戦国七雄

戦国時代には七雄の一つに数えられる。隣国の晋は内部での権力争いの末に韓・魏・趙の三国に分裂した（晋陽の戦い）。この内の魏が戦国初期には文侯により強勢となり、秦は魏により圧迫を受け、領土を奪われる（洛陰の戦い）。紀元前383年、献公は櫟陽（れきよう、現在の陝西省西安市閻良区）に遷都した。
この状況に憤慨した25代孝公は広く人材を求め、頽勢を挽回することのできる策を求めた。これに応じたのが商鞅である。商鞅は行政制度の改革・什伍制の採用などを行い、秦を強力な中央集権体制に変えた（詳細は商鞅の項を参照）。この商鞅の変法運動に始まる秦の法治主義により国内の生産力、軍事力を高め徐々に他の六国を圧倒していった。紀元前350年に涇陽（現在の陝西省涇陽県）付近に城門・宮殿・庭園を造営して遷都し、都の名を咸陽と改めた。
その後、孝公の子の恵文王が紀元前324年に王を名乗る。強勢となった秦を恐れた韓・趙・魏・燕・楚の五カ国連合軍が攻めて来たが、樗里疾がこれを破った（函谷関の戦い）。紀元前316年に恵文王は巴蜀（現在の四川省）を占領し（秦滅巴蜀の戦い）、この地の開発を行ったことでさらに生産力を上げ、長江の上流域を押さえたことで楚に対して長江を使った進撃を行えるようになり、圧倒的に有利な立場に立った。さらに謀略に長けた張儀を登用して、楚を引きずり回して戦争で撃破し（藍田の戦い）、楚の懐王を捕らえることに成功する。この強勢に恐れをなした魏と韓の王達をそれぞれ御者と陪乗にするほどにまで屈服させた。だが、恵文王の子の武王との確執により張儀が魏に亡命し、さらに韓との戦いで多くの兵を失ったうえに、自身は突如事故死し後継者争いが起きてしまい戦力が後退していってしまう。
紀元前298年、斉の宰相の孟嘗君が韓・魏との連合軍を組織し、匡章を統帥として秦に侵攻した（函谷関の戦い）。秦が函谷関に追いつめられると趙・宋も加わり五国連合軍となったため、秦は使者を送って講和を求めた。この後、東では斉が伸張し、宋を併合するなど、周辺諸国を圧迫していった。紀元前288年には斉の湣王が東帝、秦が西帝と名乗るとした。この案は斉がすぐに帝号を取りやめたので、秦も取りやめざるを得なかったが、この時期は西の秦・東の斉の二強国時代を作っていた。しかし斉は強勢を警戒された上に周辺諸国から恨みを買い、孟嘗君が魏へ逃亡すると、燕の楽毅が指揮する五国連合軍により、都の臨淄が陥落（済西の戦い）。斉は亡国寸前まで追い詰められ、東の斉・西の秦の二強国時代から秦一強時代へと移行した。
恵文王の子で、武王の異母弟の昭襄王の時代に宰相の魏冄と白起将軍の活躍により、幾度となく勝利を収める。その時、魏より亡命してきた范雎を登用した昭襄王は、その提言を次々と採用した。まず、魏冄や親族の権力があまりにも大きくなっている現状を指摘され、魏冄らを退ける進言を受け入れた。次に范雎から進言されたのが有名な遠交近攻策である。それまで近くの韓・魏を引き連れて、遠くの斉との戦いを行っていたのだが、これでは勝利しても得られるのは遠くの土地になり、守るのが難しくなってしまう。これに対して遠くの斉や燕と同盟して近くの韓・魏・趙を攻めれば、近くの土地を獲得できて、秦の領土として組み入れるのが容易になる。この進言に感動した昭襄王は范雎を宰相とした。
紀元前260年に趙への侵攻軍を率いた白起は、長平の戦いで撃破した趙軍の捕虜40万を坑（穴埋めにして殺すこと）した。しかし大戦果を挙げた為、范雎から妬まれ、趙の都を落とす直前で引き返させられた。紀元前259年、将軍を王齕に替えて再び趙を攻めた秦軍は、趙の平原君のもとに援軍として現れた魏の信陵君と楚の春申君の活躍によって阻まれた（邯鄲の戦い）。この為、大将に再任されようとした白起だったが、先の件から不信を持って王命を拒否した結果、死を賜った。
これと時を同じくして敵国の趙で人質生活を送る子楚（昭襄王の孫のひとり）を見つけた商人の呂不韋が、子楚に投資をし始める。孝文王（昭襄王の子）の後、荘襄王として即位できた子楚は、呂不韋の愛妾でもあった趙姫との間に、子を儲けた。それが政である。紀元前256年に摎の進軍を妨害した、東周と西周公は秦の支配下に入り、程なく赧王と文公が死んだため、完全に周は滅びその領地を接収したものの、紀元前247年には魏の信陵君が率いる五カ国連合軍に攻め込まれた秦では、王齕と蒙驁の迎撃軍が敗退し函谷関まで撤退させられた（河外の戦い）。そこで信陵君に関する流言飛語を実践すると、魏の安釐王に疎まれた信陵君が国政の中枢から外されたため、秦は危機を脱することができた。

#### 統一戦争

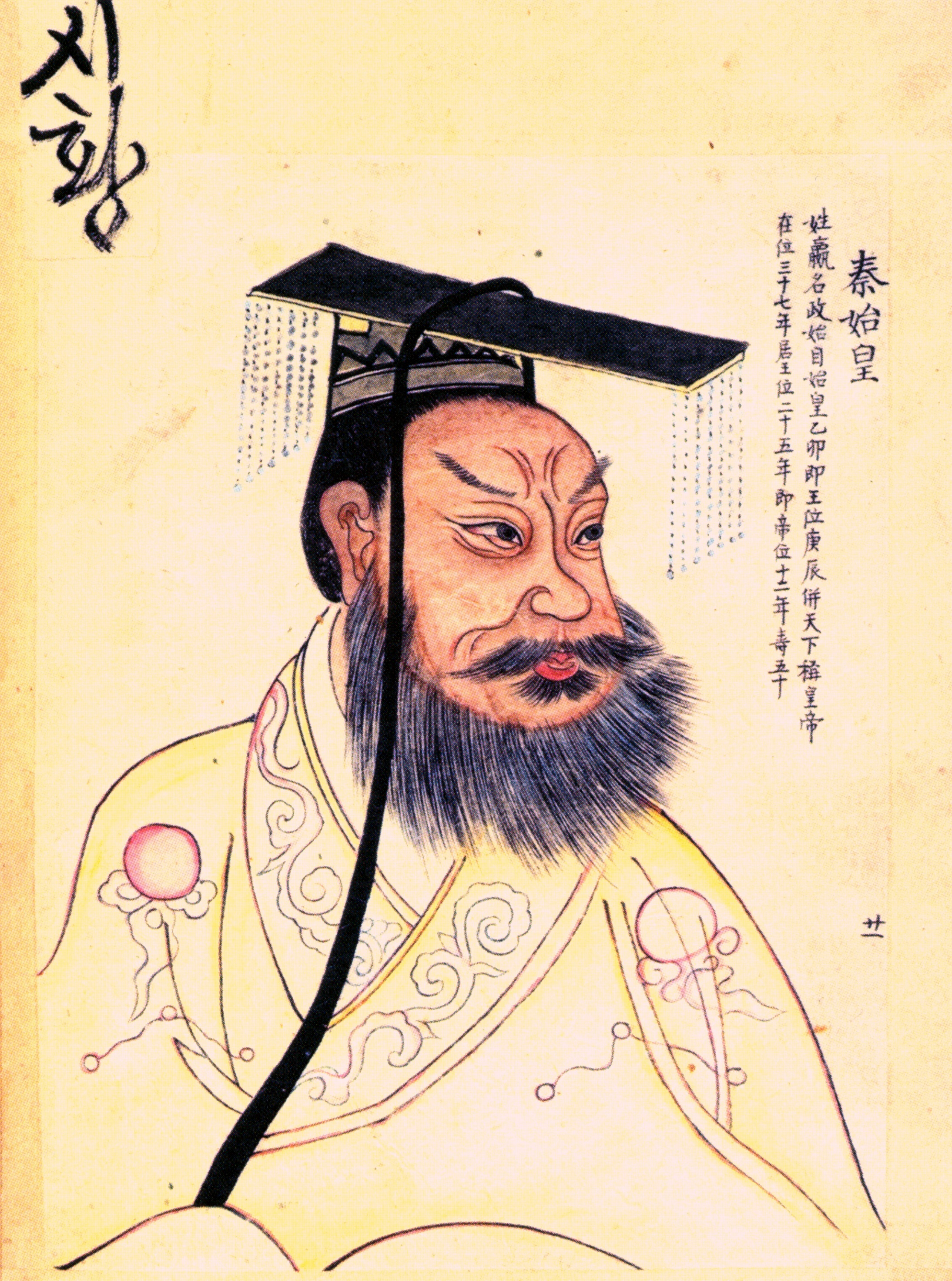
始皇帝

紀元前247年、秦王政が13歳で即位するも、実質的な権力は商人の身から先代王の宰相となっていた相国呂不韋が握っていた。紀元前245年、魏と初陣。韓へも侵攻。紀元前241年、趙・楚・魏・韓・燕 の五カ国合従軍が攻めてきたが、函谷関の戦いで撃退した。その後も王弟の長安君成蟜の反乱や母の趙姫と愛人の嫪毐の反乱が起きた。紀元前238年に嫪毐の乱に連座して呂不韋が失脚し、政が実権を掌握した。

##### 韓と趙の滅亡
紀元前236年、趙の鄴を王翦と桓齮・楊端和が落とし、統一戦争が始まった。紀元前234年に桓齮が平陽の戦いで敵将扈輒を討ち取り趙兵10万人を斬首した。紀元前233年、桓齮は再び出兵し宜安・平陽・武城の3城を取り、再び趙軍を破りその将を討ち取った。同年、韓の公子（君主の子）である韓非との接見で、法を説かれた政は大いに感服した。しかし、その韓非を自害に追い込んだ李斯が丞相に任じられると、国力増強に貢献した。
しかし、肥下の戦いで桓齮は敗走し、一説では李牧に討たれた。趙は秦に占領されていた土地を取り戻し、李牧は武安君に封じられた。また、紀元前232年にも番吾の戦いでも李牧に敗れた。
紀元前230年、内史騰が韓を滅ぼした。
紀元前229年、王翦の策により、李牧は誅殺され、司馬尚は更迭された。
紀元前228年、趙を滅ぼした。逃げ延びた趙の大夫らは代の地で幽繆王の兄の公子嘉を擁立し代国とした。

##### 燕との戦いと、魏の滅亡
紀元前227年、燕の太子丹が刺客の荊軻を送りこんだ。政の暗殺に失敗し、難を逃れた政は激怒した。紀元前226年、燕を攻め滅亡寸前に追い込んだ。燕王喜らは遼東に逃亡した。
紀元前225年、魏の都の大梁を攻め、魏を滅ぼした。これにより三晋はすべて滅んだ。

##### 楚と燕、斉の滅亡
同年、李信と蒙恬が楚に侵攻したが項燕の奇襲により、大敗した。
紀元前223年、秦の将軍王翦が楚を滅亡させ、紀元前222年に代と燕を滅ぼし、紀元前221年には斉を滅ぼし中国を統一した。

### 中華統一
秦王政は中華統一後、自ら皇帝を名乗ったが、これを中国で初めて称したことから、始皇帝（秦始皇）と呼ばれた。この称号は、伝説上の聖王である三皇五帝からとったものとも言われるが、『史記』秦始皇本紀によると、大臣や博士たちが「古に天皇（てんこう、日本の天皇とは別）、地皇、泰皇が有り、その内で最も貴い泰皇を名乗りましょう」と勧めたが、政は「泰皇の泰を去り、古（夏・殷）の君主が名乗っていた帝を付し、皇帝と名乗ろう」としたものと有る。
始皇帝は度量衡・文字の統一、郡県制の実施など様々な改革を行った。また、匈奴などの北方騎馬民族への備えとして、それまでそれぞれの国が独自に作っていた長城を整備し万里の長城を建設、それに加えて阿房宮という増大な宮殿の建築も行った。万里の長城や阿房宮の建設には主に農民を使役させていた。なお焚書坑儒などの思想政策も断行したが、ただでさえ過酷な労働と極度の法治主義に儒教弾圧まで加えたことで、全国の不満を高めてしまい、のちの反乱の芽を育てる原因となってしまう。
匈奴に対しては、蒙恬を派遣して、北方に撃退した。さらに、南方にも遠征し、現在のベトナム北部まで領土を広げた。このとき、南方には、南海郡（現在の広東省広州市）・桂林郡（現在の広西チワン族自治区桂林市）・象郡（現在のベトナム北部、前漢以降は日南郡と呼んだ）の三つの郡が置かれた。これは、中国王朝による南方支配の始まりでもある。

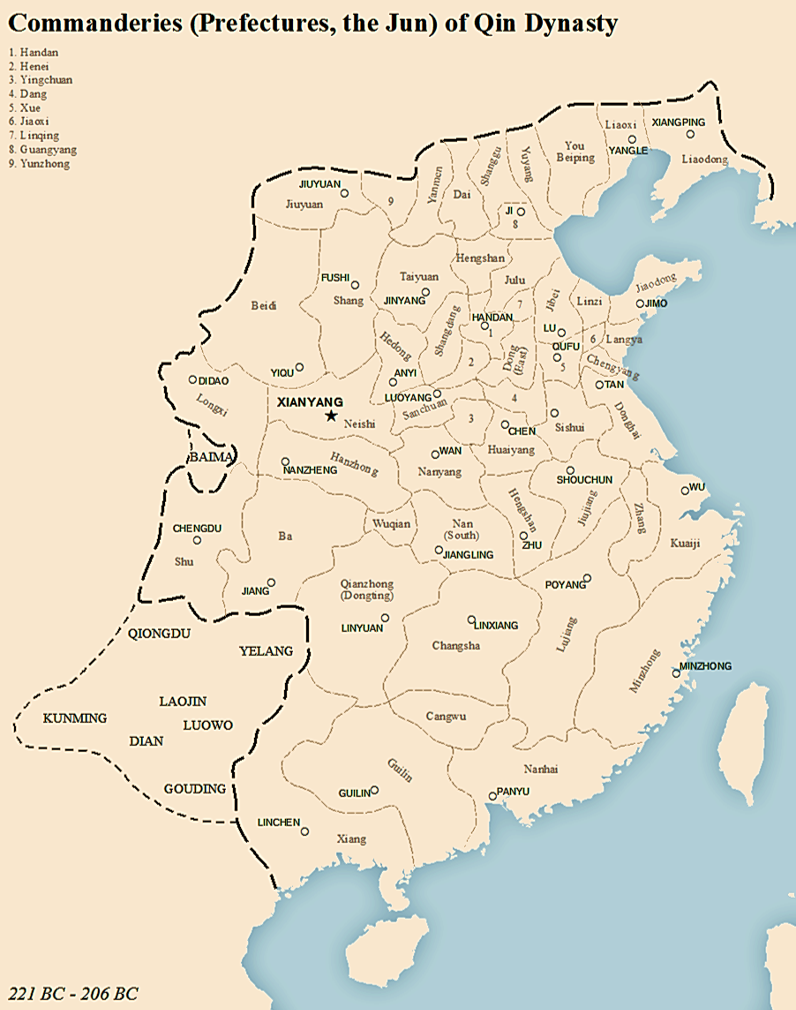
秦朝の行政区分

秦朝は全国を36郡に分け、中央政府が支配する領土を広げるごとに、新たな郡を次々に置いた。五嶺の南、南越を支配した領土には、南海・桂林及び象郡の3郡を、北に匈奴を攻めて陰山以南を切り取った地には九原郡（現在の包頭市南西）を置いた。
また不老不死に関心を持ち始めた始皇帝は国外への探索を命じるほどで、配下の中には徐福のように船で日本まで出向いたとされる者もいる。しかし必要とあらば自らも現地に赴くほどの過労や人体に有毒な水銀すら不老不死の薬と信じて服用していた始皇帝は、逆に自身の寿命を縮めてしまう。

### 混乱と滅亡

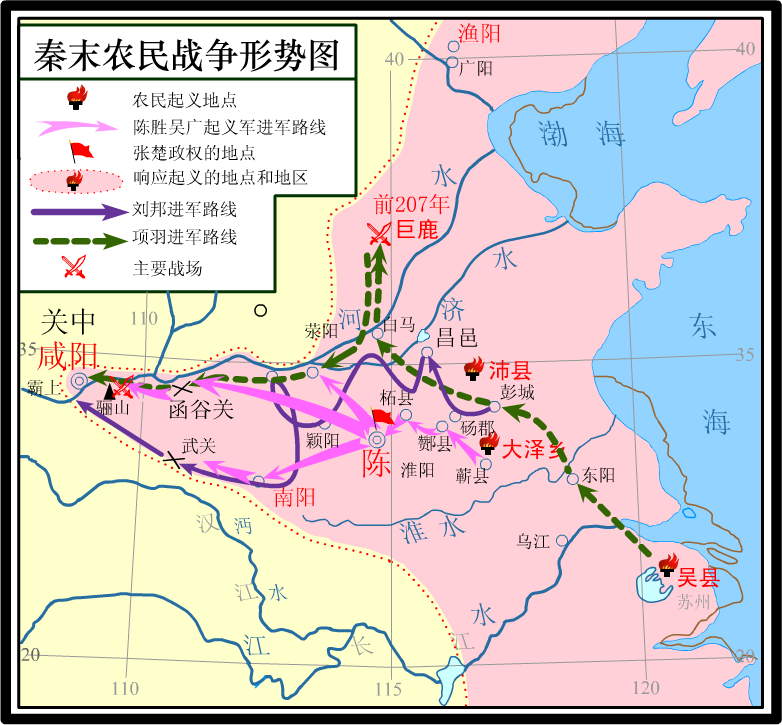
秦末の反乱

紀元前210年、始皇帝が死去した。巡幸中での始皇帝の死去を丞相李斯と共謀して隠したのが、身辺の世話をしていた宦官の趙高で、長男の扶蘇ら始皇帝の公子12人公女10人をはじめ、その臣下、血縁者数万人を処刑し、暗愚な二世皇帝を傀儡として、権力をほしいままにして暴政を布いた。始皇帝が死んだことでたがが緩み、翌年には陳勝・呉広の乱が勃発、全国に飛び火して、騒乱状態となった。
二世皇帝と趙高から討伐軍の将軍に抜擢された章邯は軍事的能力を発揮し、陳勝軍を撃破すると、さらにその後を受けた項梁軍も撃破した。しかし、項梁の甥の項羽との決戦に敗れ、捕虜となる。その後、投降した秦兵20万も咸陽に向かう途中で、造反の気配を見せたと誤解した項羽によって穴埋めに遭い、殺されてしまった。
その間、李斯を冤罪で殺害し権力を独占した趙高だったが、章邯の大敗と、さらには劉邦が咸陽近くにまで迫っていることを聞き、狼狽する。そこで二世皇帝に暴政の汚名を着せた上で暗殺し、子嬰を王に立てて民意の安定を図るも、子嬰らによって誅殺された。
紀元前206年、咸陽へ入城した劉邦に子嬰が降伏したことで、秦は滅亡した。劉邦から生命を保証された子嬰だったが、後から咸陽にやってきた項羽によって、一族もろとも殺害されてしまう。その上、阿房宮から美女や財宝を略奪されて、火をかけられた咸陽は廃墟となった。そして、項羽は秦の土地を三つに分けて、雍王（章邯が王となる）、塞王（司馬欣が王となる）、翟王（董翳が王となる）が王に封じられ、三秦と名付けられた。

## 政治
秦の制度の多くは漢によって引き継がれ、共通する部分は多い。漢の治世が前後で約400年も続いた理由の一つは、人民の反発を受けることなく秦の制度を踏襲できたことが挙げられる。
秦の成立は単なる中国統一と言うことに終わらず、皇帝号の創始・行政区分の確立・万里の長城の建築などの点で中国と呼ばれる存在を確立したという意味で非常に大きい。そのために秦以前のことを先秦時代と呼ぶこともある。

### 官制
秦の官制は前漢と同じく相邦（漢の時代に高祖・劉邦の諱を避けて相国に変じられた）・丞相（首相）・太尉（軍事）・御史大夫（監察・あるいは副首相）の三公を頂点とする三公九卿制である（詳しくは前漢を参照）。
地方制度では商鞅の改革時に全国を31（あるいは41）の県に細分し、それぞれに令（長官）と丞（副長官）を置いた。統一後に李斯の権限により、この制度をさらに発展させたのが郡県制である。県の上に上級の行政単位である郡を置き、郡守（長官）・丞（副長官）・尉（軍事担当）・監（監察官）をそれぞれ置いた。県の長官・副長官は変わらず令と丞である（区別して県令・県丞と呼ばれることもある）。統一すぐには旧制に倣った封建制の採用も考えられたことがあったが、李斯の反対により郡県制が採用され、全国に36の郡が置かれたと言う。この郡県制も基本的には漢によって引き継がれ、これ以降の中国の地方制度でも基本となっている。

### 法制
秦といえば商鞅により作られた法家思想による厳しい律令国家であるというイメージだが、実際にどのように法律が運用されていたかは資料が乏しく分からないことも多い。
漢の蕭何は劉邦に伴って咸陽に入城した際に秦の書庫から法律の書物を獲得し、後にこれを元として「律九章」と呼ばれる法律を作ったという。であるから漢初の法律は秦の法律を基本としていると考えて良いだろう。この「律九章」は盗・賊・囚・捕・雑・具・興・厩・戸の九律があったと『晋書』にはある。しかしこの記載が『漢書』にはないので、この記事自体を疑う声もあるが、ともあれ秦の法律に関する資料の一つである。
そして秦の法律に関する一次資料として『睡虎地秦簡』と呼ばれるものがある。これは1975年に湖北省雲夢県で発掘された秦の法官であったと思われる喜と言う人物の墓に入れてあった竹簡群で、秦の法律に関する事柄が記載されている。

## 経済
始皇帝は中国統一後に度量衡の統一、それまで諸国で使われていた諸種の貨幣を廃止して秦で使われていた半両銭への統一、車の幅の統一などを行った。
ただし、近年の研究や出土史料によれば、一般に言われる始皇帝によるとされる、度量衡の統一や過酷な法律については、再考の余地があるようである。ことに、始皇帝によって発行された統一通貨・半両銭は、秦が本来統治していた地域以外では、あまり出土しておらず、『史記』の記述によれば、始皇帝は通貨の鋳造・改鋳は行ってはおらず、それが行われたのは、二世皇帝の即位直後である。

## 文化
統一前の秦に関する資料として石鼓文（せっこぶん）・詛楚文（そそぶん）と呼ばれるものがある。
石鼓文は鼓の形をした石に文字が刻まれたものであり、現在は北京の故宮博物院に保存されている。発見されたのは陝西省鳳翔県と言われており、成立時期は穆公以前の時代と考えられている。その内容は宮中での生活や狩猟の様子などを韻文にして書かれている。

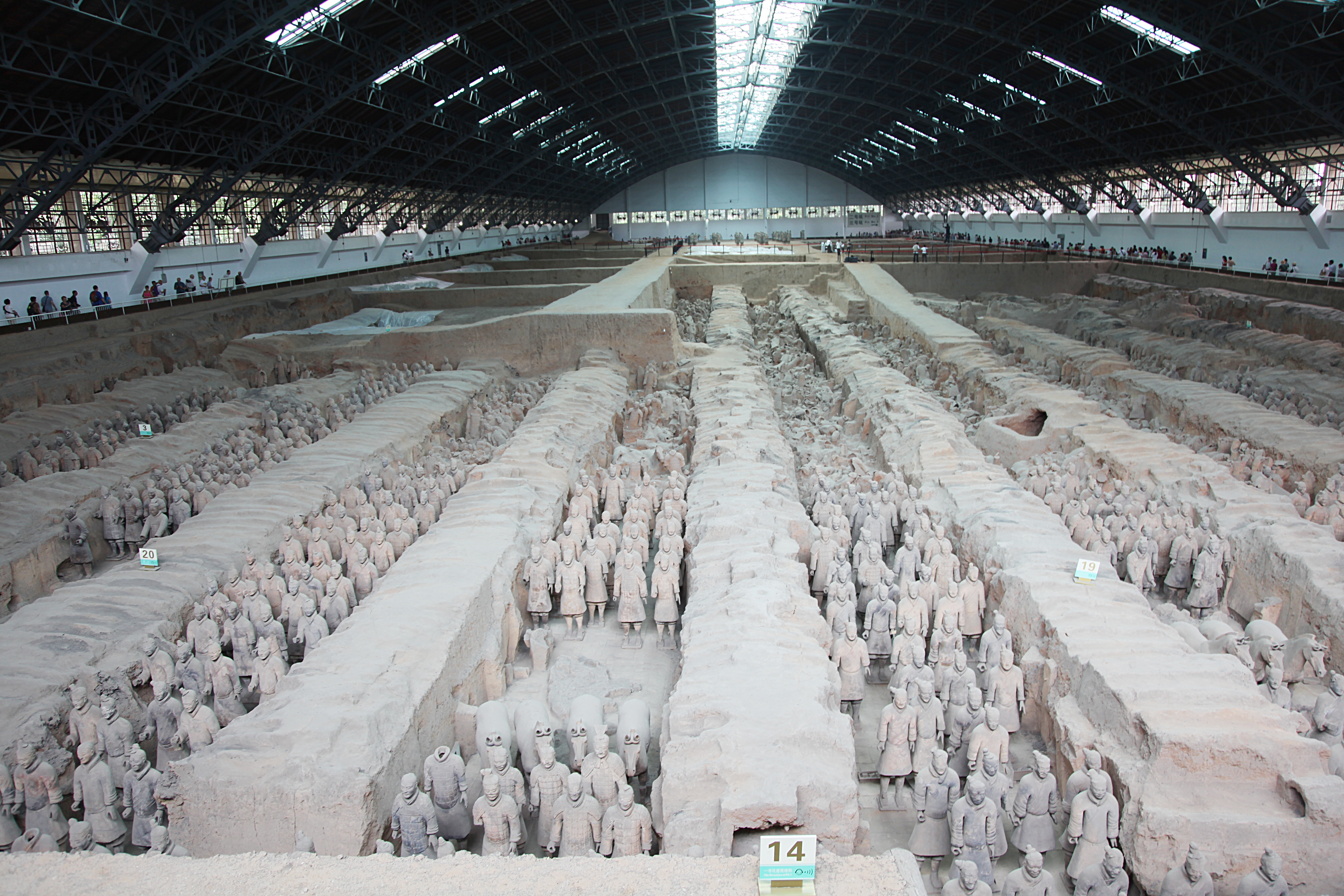
兵馬俑

詛楚文は秦の強敵であった楚を呪詛する内容であり、こちらは現在は失われているが、内容は写されて現在に伝わっている。
この二つに使われている書体は秦が独自に作ったものであり、この書体を石鼓文と呼んでいる。始皇帝は統一時に書体も改めて新しい篆書（てんしょ）と言う書体を流通させた。
思想的には法家が当然強いが、道家も強かったようである。この両者は思想的に繋がる部分があると指摘されており、『史記』で司馬遷が老子と韓非子を『老子韓非列伝』と一つにしてあることもこの考えからであろう。後に法家と道家を混交したような黄老の道と呼ばれる思想が前漢初期の思想の主流となっている。
世界遺産に登録されている始皇帝陵は、始皇帝が13歳の時から建築が開始されたもので、20世紀後半になって発掘され、今まで不明瞭だった秦の時代の文化が窺えるようになっている。

## 歴代君主

### 伝説時代（趙氏の祖先）
| 祖先神話     | 備考                                              |
| ------------ | ------------------------------------------------- |
| 女脩         | 顓頊の苗裔                                        |
| 大業         |                                                   |
| 大費（柏翳） | 帝舜から嬴姓を賜う                                |
| 大廉         | 鳥俗氏（鳥洛氏）の始祖                            |
| *若木        | 費氏の始祖                                        |
| … 嬴爾成     |                                                   |
| 嬴高         |                                                   |
| 嬴磷         |                                                   |
| 中衍         |                                                   |
| 嬴子豊       |                                                   |
| 嬴謝         |                                                   |
| 戎胥軒       |                                                   |
| 中潏         |                                                   |
| 蜚廉         | 両子:悪来（秦氏・梁氏の始祖）、季勝（趙氏の始祖） |

（ここまでは趙の祖先神話である）

### 伝説時代
| 伝説時代   |
| ---------- |
| 悪来（革） |
| 女防       |
| 旁皋       |
| 太幾       |
| 大駱       |

（秦は分家であり本家である趙氏の配下として寄寓していた）

### 秦君
| 秦子         | 統治年数                  |
| ------------ | ------------------------- |
| 非子（秦嬴） | 紀元前905年 - 紀元前858年 |
| 秦侯         | 紀元前857年 - 紀元前848年 |
| 公伯         | 紀元前847年 - 紀元前845年 |
| 秦仲         | 紀元前844年 - 紀元前822年 |
| 荘公         | 紀元前821年 - 紀元前778年 |

### 秦伯
| 秦伯   | 統治年数                  |
| ------ | ------------------------- |
| 襄公   | 紀元前777年 - 紀元前766年 |
| 文公   | 紀元前765年 - 紀元前716年 |
| 憲公   | 紀元前715年 - 紀元前704年 |
| 出子   | 紀元前703年 - 紀元前698年 |
| 武公   | 紀元前697年 - 紀元前678年 |
| 徳公   | 紀元前677年 - 紀元前676年 |
| 宣公   | 紀元前675年 - 紀元前664年 |
| 成公   | 紀元前663年 - 紀元前660年 |
| 穆公   | 紀元前659年 - 紀元前621年 |
| 康公   | 紀元前620年 - 紀元前609年 |
| 共公   | 紀元前608年 - 紀元前604年 |
| 桓公   | 紀元前603年 - 紀元前577年 |
| 景公   | 紀元前576年 - 紀元前537年 |
| 哀公   | 紀元前536年 - 紀元前501年 |
| 恵公   | 紀元前500年 - 紀元前491年 |
| 悼公   | 紀元前490年 - 紀元前477年 |
| 厲共公 | 紀元前476年 - 紀元前443年 |
| 躁公   | 紀元前442年 - 紀元前429年 |
| 懐公   | 紀元前428年 - 紀元前425年 |
| 霊公   | 紀元前424年 - 紀元前415年 |
| 簡公   | 紀元前414年 - 紀元前400年 |
| 恵公   | 紀元前399年 - 紀元前387年 |
| 出公   | 紀元前386年 - 紀元前385年 |
| 献公   | 紀元前384年 - 紀元前361年 |
| 孝公   | 紀元前361年 - 紀元前338年 |

### 秦王
| 秦王   | 統治年数                  |
| ------ | ------------------------- |
| 恵王   | 紀元前337年 - 紀元前311年 |
| 武王   | 紀元前310年 - 紀元前307年 |
| 昭王   | 紀元前306年 - 紀元前251年 |
| 孝文王 | 紀元前250年               |
| 荘襄王 | 紀元前249年 - 紀元前247年 |
| 趙政   | 紀元前246年 - 紀元前221年 |

### 皇帝
| 皇帝     | 統治年数                  |
| -------- | ------------------------- |
| 始皇帝   | 紀元前221年 - 紀元前210年 |
| 二世皇帝 | 紀元前209年 - 紀元前207年 |

### 秦王
| 王   | 統治年数    |
| ---- | ----------- |
| 子嬰 | 紀元前207年 |